# Наньнинский метрополитен
Наньнинский метрополитен — действующая система метро в городе Наньнин в КНР.

## История
Предварительная разработка проекта началась в конце 2005 года, и в июне 2010 года начался основной этап строительства.
Метрополитен открыт 28 июня 2016 года в 12:00 (UTC+8). На всех станциях установлены платформенные раздвижные двери.

## Линии
- Первая линия (зеленая). Проходит с востока на запад. 28 июня 2016 года открыт восточный участок, 10 станций, протяжённость 11,2 км, время проезда 19 мин; 28 декабря 2016 года открыт западный участок, 15 станций, протяжённость 20,9 км. Итого 25 станций, протяжённость 32,1 км.
- Вторая линия (красная). Проходит с севера на юг. Открыта 28 декабря 2017 года. 23 станции, протяжённость 27,3 км.
- Третья линия (фиолетовая). Проходит с севера на юг. Открыта 6 июня 2019 года. 23 станции, протяженность 27,9 км.
- Четвертая линия (желто-зеленая). Проходит с востока на запад. Открыта 23 ноября 2020 года. 16 станций, протяженность 20,7 км.
- Пятая линия (сине-фиолетовая). Проходит с северо-востока на юг.  Открыта 16 декабря 2021 года. 17 станций, протяженность 20,2 км.[1]

## Проезд
Стоимость проезда (в юанях CNY-RMB):
- 0—6км — 2
- 6—12км — 3
- 12—18км — 4
- 18—26км — 5
- 26—34км — 6

## Галерея

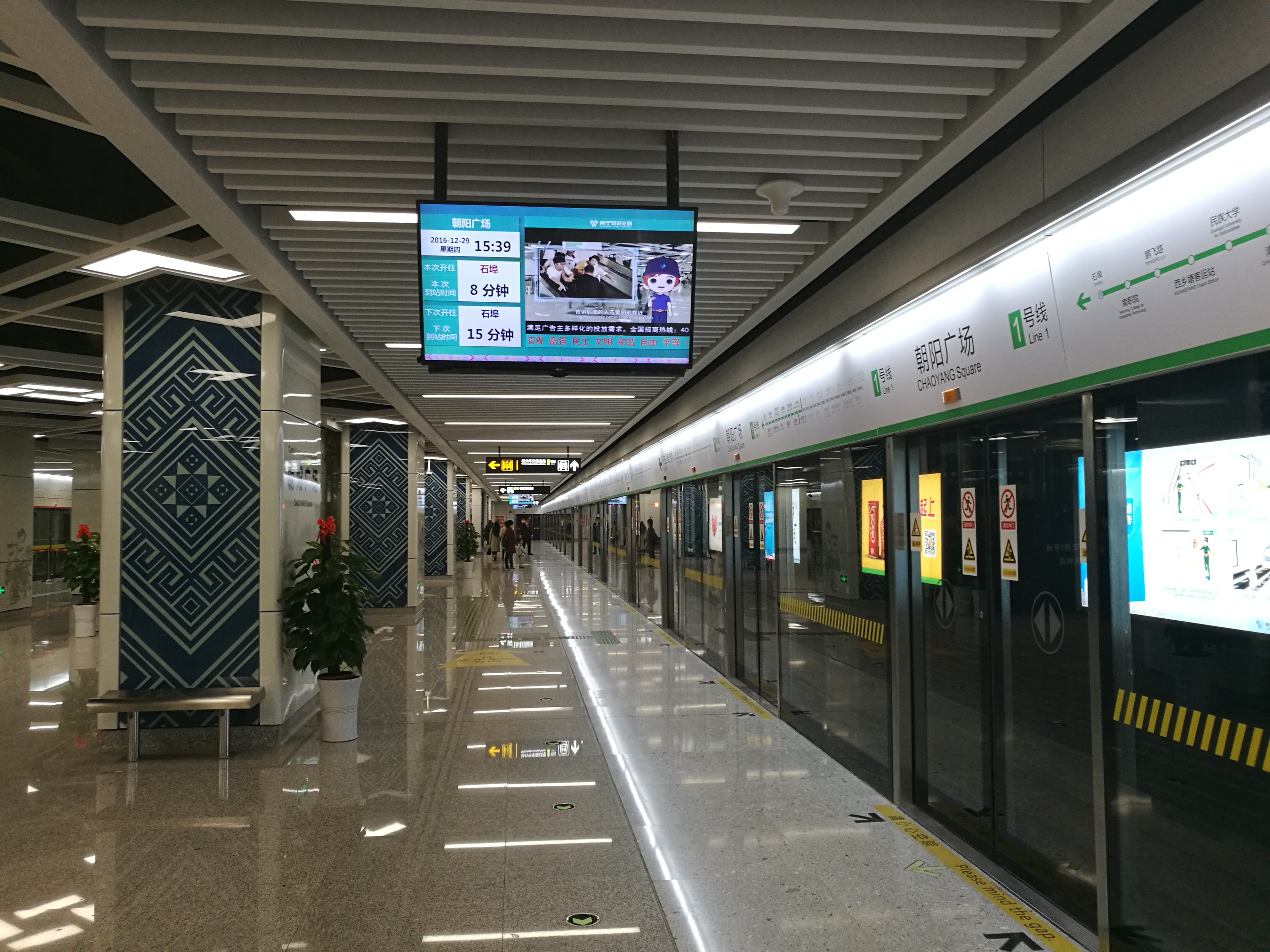
Станция Площадь Чаоян (линия 1)
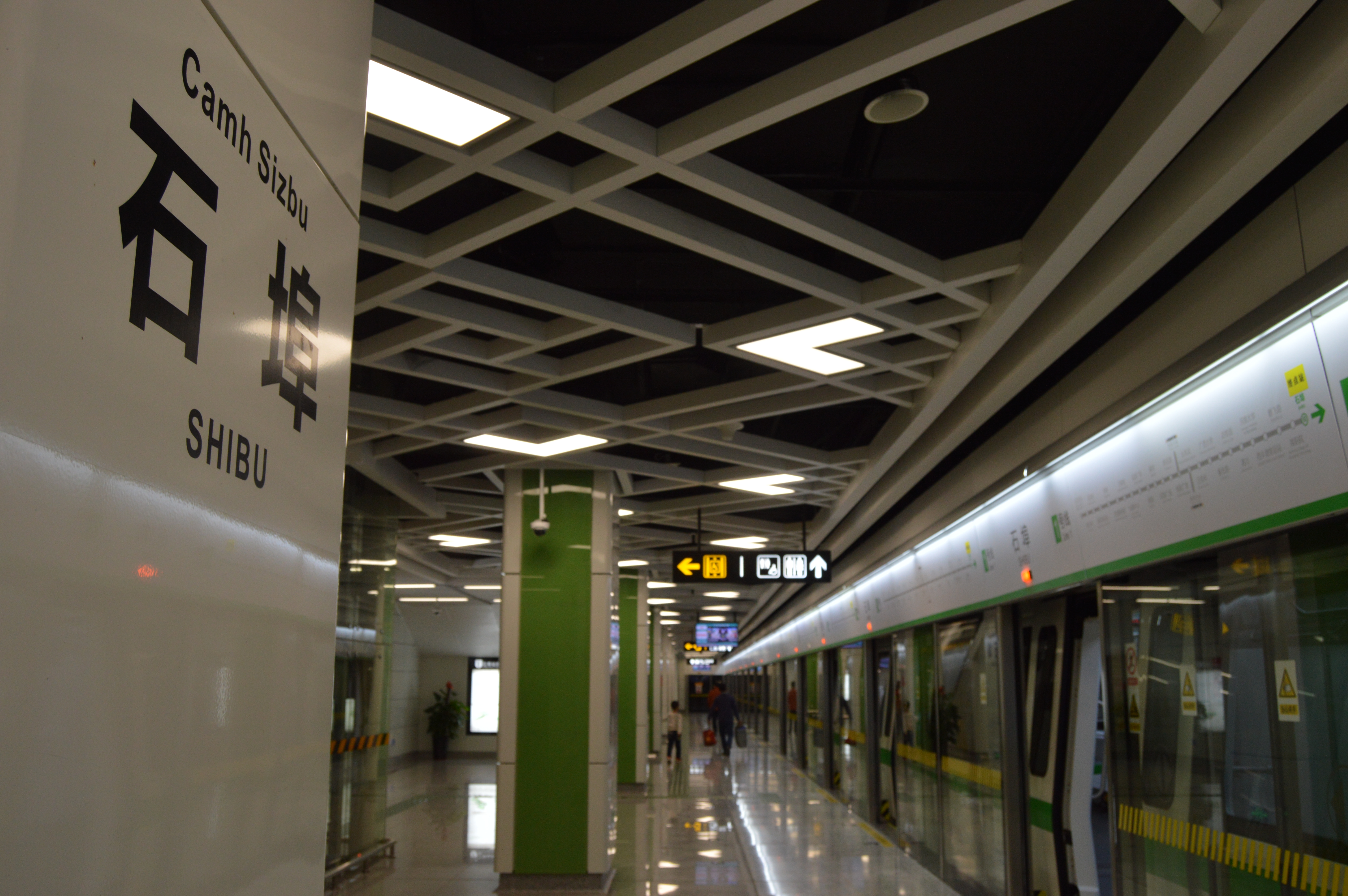
Станция Шибу (линия 1)
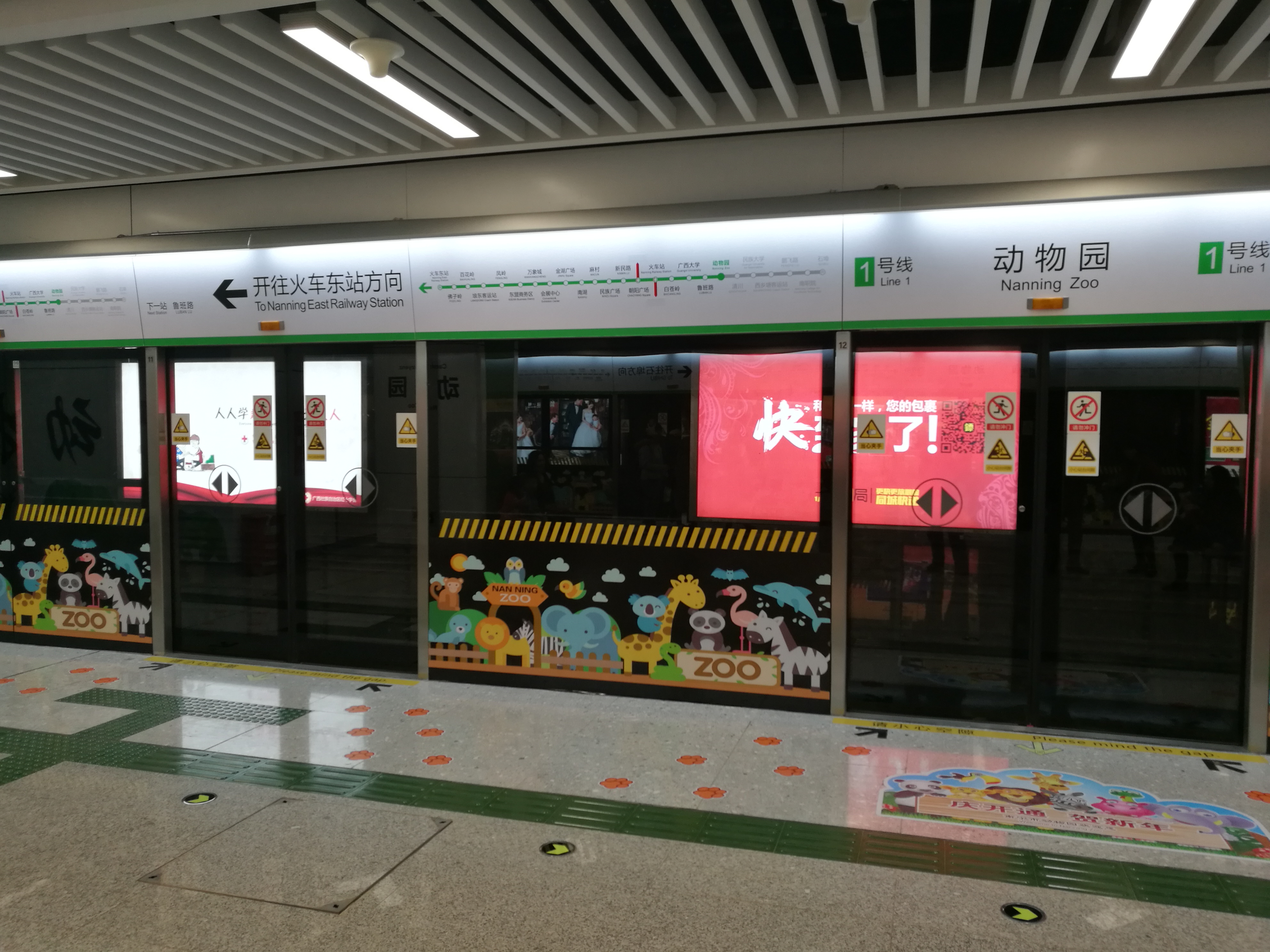
Станция Зоопарк (линия 1)
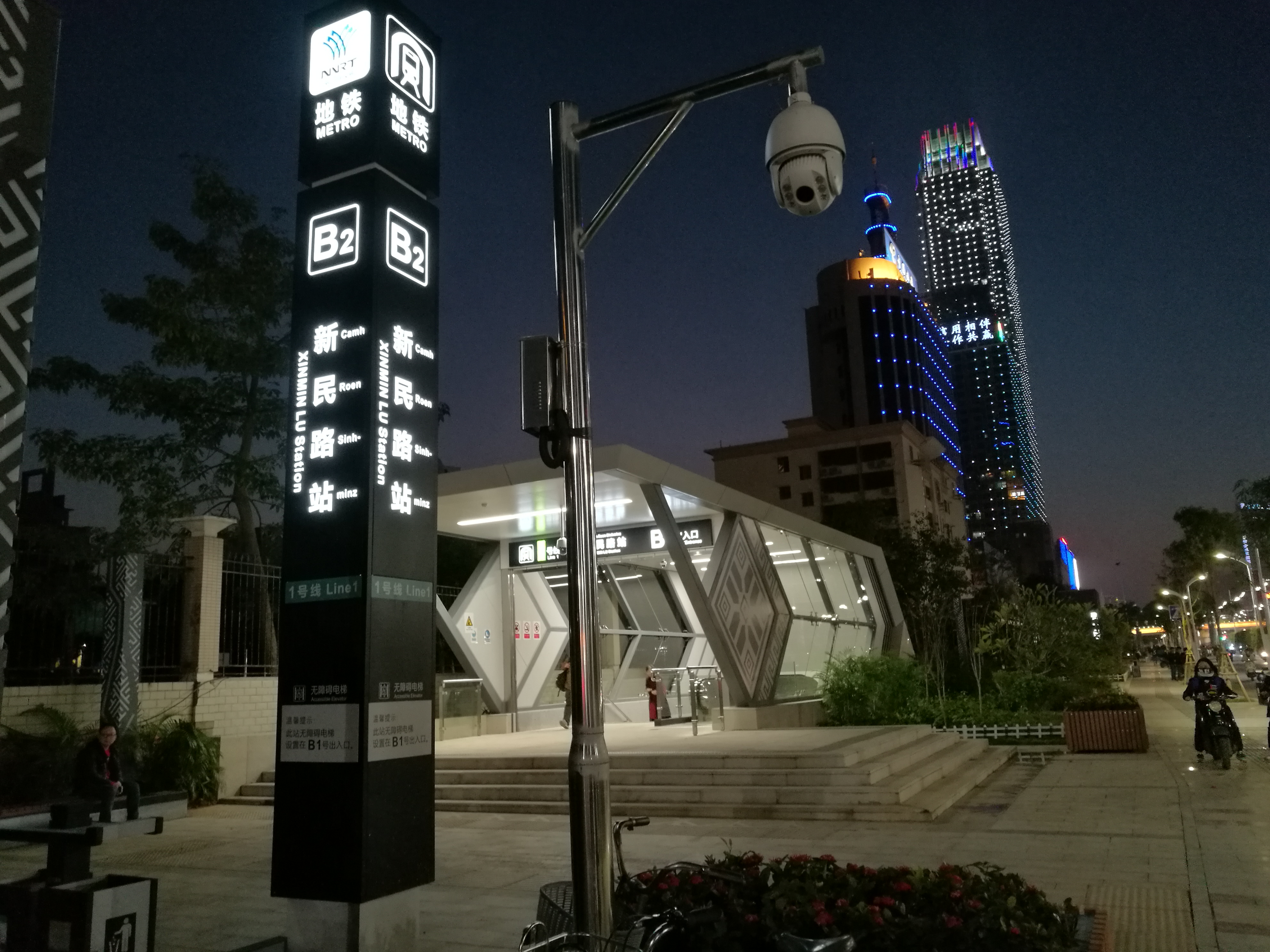
Вход на станцию Синьминь Лу
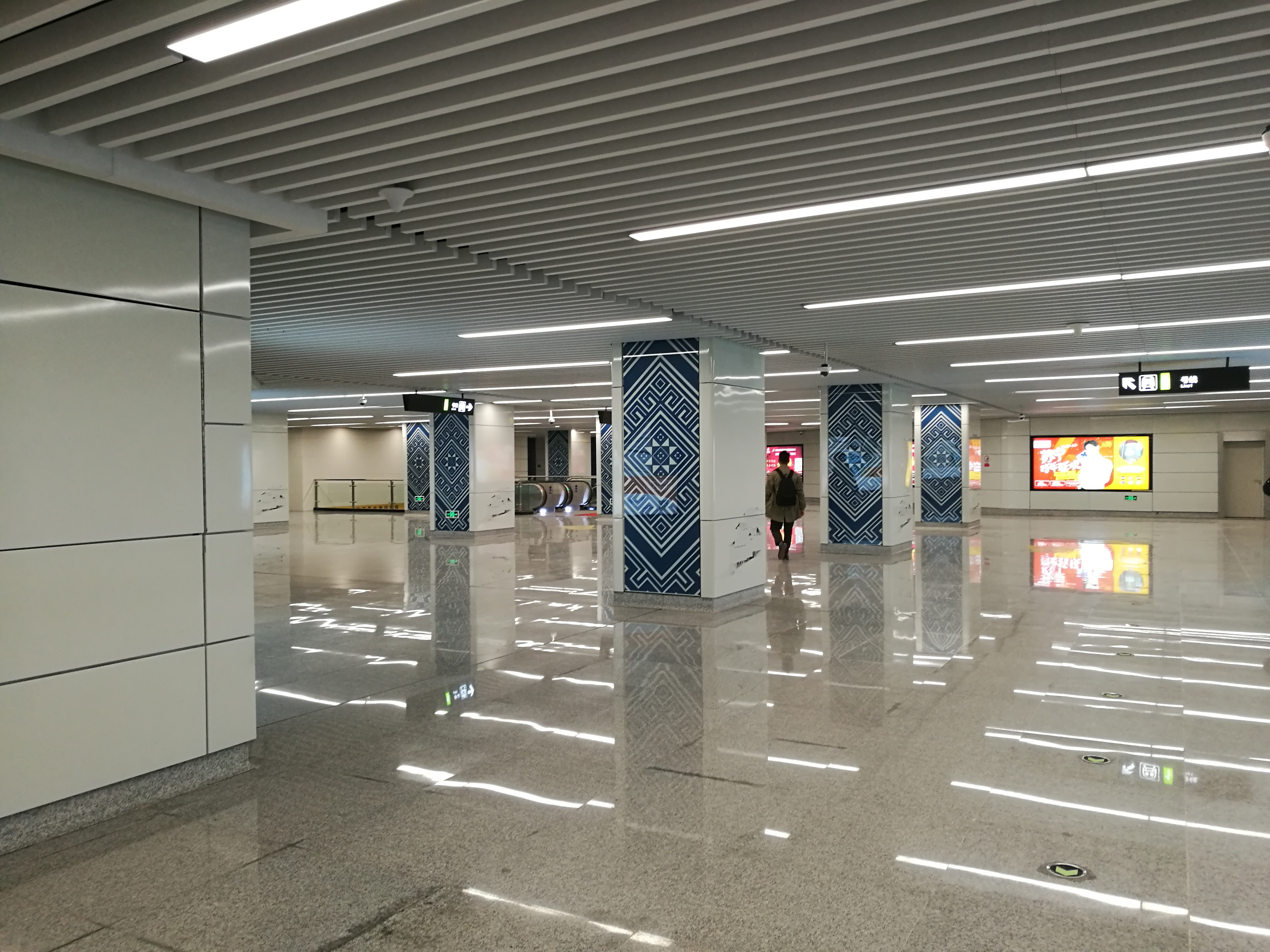
Вестибюль станции Наньнин Чжань (вокзал) (линии 1;2)